# Gustave Buchard
Gustave Buchard (Le Havre, 17 febbraio 1890 – Barentin, 14 aprile 1981) è stato uno schermidore francese, vincitore di due medaglie di bronzo nella scherma ai giochi olimpici.
Era il fratello di Georges Buchard.